# BUNCH
BUNCH é a sigla do grupo de fabricantes de computadores que competiam com a IBM na década de 1970.
As empresas que formaram o grupo são:
- Burroughs;
- UNIVAC;
- NCR;
- Control Data Corporation;
- Honeywell.[3]